# Niezabyszewo
Niezabyszewo (kaszub. Niezabëszewò; niem. Damsdorf) – wieś kaszubska w Polsce na Pojezierzu Bytowskim położona w województwie pomorskim, w powiecie bytowskim, w gminie Bytów nad jeziorem Niezabyszewskim, przy drodze krajowej nr 20 Stargard - Szczecinek - Gdynia. Miejscowość jest również placówką Ochotniczej Straży Pożarnej.
W latach 1945–54 siedziba gminy Niezabyszewo. W latach 1954–1972 wieś należała i była siedzibą władz gromady Niezabyszewo. W latach 1975–1998 miejscowość administracyjnie należała do województwa słupskiego.

## Historia
Pierwsza wzmianka pochodzi z 1387 roku. Od średniowiecza wieś stanowiła część domeny bytowskiej. Prawo chełmińskie otrzymała w 1393 roku. Wówczas pierwszy raz wspomniano o miejscowym proboszczu. Pierwsza informacja o patronie miejscowego kościoła (św. Mikołaj) pochodzi z 1686 roku. Wówczas we wsi istniał kościół o konstrukcji szkieletowej. W 1857 roku wybudowano nową niewielką świątynię z kamienia i cegły, którą rozbudowano za sprawą miejscowego proboszcza ks. Franciszka Szynkowskiego w 1933 roku. Od XV wieku we wsi funkcjonował młyn wodny, a od XVII wieku cegielnia. Po I wojnie światowej 95% mieszkańców stanowili Polacy, przetrwała ludność autochtoniczna - Kaszubi bytowscy. 
W 1925 roku wybudowany został w Niezabyszewie kościół ewangelicki imienia Gustawa Adolfa ze środków ewangelickiej Fundacji im. Gustawa Adolfa (Gustav Adolf Werk). Plebanię luterańską zbudowano w 1929 r., miała 9 pokoi, centralne ogrzewanie, i jak na tamte czasy była nowoczesna. Jej pomieszczenia były bardzo ładne, duże i jasne. W przebudowanych budynkach niezabyszewskiego kościoła i plebanii mieści się obecnie Szkoła Podstawowa im. marszałka Józefa Piłsudskiego.
10 września 1930 roku doszło tu do starcia między polskimi mieszkańcami biorącymi udział w wiecu wyborczym i 40-osobową niemiecką bojówką nazistowską, której przewodził pastor Pecker. Po 1945 roku młyn został zdewastowany, natomiast cegielnia funkcjonuje do dziś. Nieprawdą jest, powtarzana niemal we wszystkich przewodnikach wiadomość, że wieś była ośrodkiem garncarskim. Źródła pisane milczą na ten temat. Faktem jednak jest, iż pracownicy cegielni dodatkowo (ale nie stale) trudnili się wyrobem donic glinianych. Od 1657 do 1945 roku wieś znajdowała się w granicach państwa brandenburskiego, następnie pruskiego, a potem niemieckiego. Na północ od wsi przebiegała linia kolejowa Bytów-Miastko, z przystankiem Niezabyszewo, wybudowana na początku XX wieku (rozebrana).
Zachował się założony na początku XX wieku niewielki cmentarz wiejski z kilkunastoma starymi grobami rodzin zasłużonych dla historii Kaszub. Kościół z 1857.

## Zabytki
- kościół neoromański z XIX w. z wieżą boczną i elementami barokowego wystroju tj. trzy ołtarze, chrzcielnica i rzeźba św. Mikołaja[7].